# Приключения капитана Врунгеля (мультфильм)
«Приключения капитана Врунгеля» — советский мультсериал режиссёра Давида Черкасского, снятый по мотивам одноимённой повести Андрея Некрасова. Мультфильм создан на киностудии «Киевнаучфильм» с использованием техник перекладки, рисованной мультипликации и реальных кинокадров. На каждую серию было сделано более 16 тысяч рисунков («перекладок»). В нескольких эпизодах сериала использовалась техника тотальной анимации.

## Сюжет

### Первая серия
Бывшему морскому капитану, а ныне преподавателю навигации Христофору Бонифатьевичу Врунгелю предлагают участвовать в международной кругосветной парусной регате для одномачтовых яхт, устроенной зарубежным яхт-клубом. Он соглашается и с помощью своего ученика Лома (назначенного старпомом) строит яхту под названием «Победа». Однако в начале отъезда (из-за неожиданного казуса — яхта, сделанная из свежеспиленного леса, пустила корни, и её пришлось сдёргивать с берега буксиром) две буквы у названия «Победа» отлетают, и яхта получает название «Беда». Согласно мнению капитана, название яхты имеет очень большое значение, что и подтверждается последующим развитием событий.

### Вторая серия
Врунгель и Лом попадают в прилив, забыв вытравить якорную цепь. Во время отлива они застревают во фьорде. Позже, когда уровень моря пришёл в норму, вместо того чтобы набрать на берегу запасы пресной воды, им приходится спасать белок из горящего леса. По прибытии к месту старта регаты Врунгель пытается сдать белок в зоопарк, но без соответствующих документов сделать это не удаётся.
Тем временем в Королевском музее искусств города, где стартует регата, бывший сторож теперь карточный шулер Фукс, по поручению некоего Шефа, похищает статую Венеры, поместив её в футляр от контрабаса. Дело об этом преступлении расследует суперагент Ноль-Ноль-Икс, имеющий у себя гаджеты и пса-киборга, служащего по совместительству личным транспортом (мини-вертолётом). Несмотря на закрытие границ, регату разрешают.

### Третья серия
Фукс связывается с Шефом и получает новое задание — пронести футляр, в котором спрятана Венера, на яхту «Чёрная каракатица».
При торжественном открытии регаты выясняется, что экипаж «Беды» неполон и нужен третий человек, иначе яхта будет снята с соревнований. Лом случайно встречает оказавшегося поблизости Фукса и приводит его на яхту, узнав, что тот «разбирается в картах». После старта регаты Врунгель обнаруживает, что Фукс в мореходстве ничего не смыслит, и речь шла об игральных, а не географических картах. Капитан берётся обучить новоиспечённого матроса при помощи разбросанных по всей такелажной системе внутри яхты игральных карт, что довольно быстро удаётся.
Шеф приказывает двум гангстерам, Джулико Бандитто и Де Ля Воро Гангстеритто, перехватить статую Венеры, оказавшуюся у Фукса на «Беде».

### Четвёртая серия
Яхта «Беда» вырвалась в лидеры, но её возвращает в порт таможенная полиция, предупреждённая директором зоопарка о «незаконном провозе скота». Врунгель демонстрирует использование белок в качестве ходовых машин (команда быстро сооружает из дерева и металла набор гребных колёс с «беличьим» приводом).
Два гангстера следят за яхтой, а их неотступно преследует суперагент Ноль-Ноль-Икс. И хотя Бандитто и Гангстеритто удаётся временно нейтрализовать его, агент выживает и продолжает погоню. «Беда» уходит в плавание. За ней на вертолёте бросаются гангстеры, а за шасси вертолёта цепляется Ноль-Ноль-Икс.

### Пятая серия
«Беда» попадает в мёртвый штиль. Врунгель, думая, что в футляре Фукса лежит контрабас, предлагает матросу сыграть «что-нибудь весёлое». Фукс бледнеет, но не решается отказать капитану. Гангстеритто, увидев с вертолёта, что их сообщник собирается открыть футляр со статуей, впадает в истерику и, спустив лестницу, пытается выхватить его. Фукс, поняв, что гангстеры прилетели за Венерой, а не за ним, сопротивляется. В результате оба, вцепившись в футляр, остаются висеть на лестнице.
Воспользовавшись моментом, агент Ноль-Ноль-Икс проникает в кабину и под дулом пистолета велит оставшемуся внутри Джулико Бандитто вести вертолёт. Лом успевает схватить улетевшего Фукса за ноги (при этом сам случайно зацепляется за трос), и «Беда», буксируемая вертолётом, стремительно обгоняет другие яхты. Поблизости объявляют военные манёвры, и все яхты, кроме «Беды», сворачивают в сторону. При первых залпах эскадры Гангстеритто выпускает футляр и возвращается в кабину. Там они вместе с Бандитто связывают и сбрасывают Ноль-Ноль Икса в океан, но тот освобождается и продолжает преследование.
Дабы хоть как-то вырваться из окружения, капитан Врунгель, Лом и Фукс одновременно закуривают трубки, отчего «Беда» на время скрывается за стеной дыма. Затем Врунгель, дав остальным команду укрыться в каюте и задраить все люки, привязывает груз к мачте, и… яхта переворачивается вверх килем, став похожей на подводную лодку. Эскадра не желает связываться с, как им кажется, «неизвестным противником» и отходит. А «Беда» продолжает плавание, совершенно неожиданно захватив лидерство в гонках.

### Шестая серия
Команда «Беды» делает остановку в Египте для пополнения запасов провизии и осмотра местных достопримечательностей. При посещении пирамиды Хеопса (в фильме более напоминающей храм Абу-Симбел) Бандитто и Гангстеритто планируют ещё раз перехватить футляр с Венерой, которую Фукс по телефонной указке Шефа берёт с собой на экскурсию. Вдруг появляется Ноль-Ноль-Икс, но гангстерам удаётся избавиться от агента, замуровав его в гробнице. При посещении командой Врунгеля рынка они продают им крокодильи яйца, выдавая их за страусиные, и вызываются доставить их на яхту.
Подозревая в продавцах яиц воров, команда «Беды» принимает меры: нагружает яхту балластом, а под дверь каюты просовывает доску-ловушку. Ночью Джулико Бандитто и Де Ля Воро Гангстеритто проникают на «Беду» и пытаются открыть каюту Врунгеля.

### Седьмая серия
Ночное нападение на «Беду» оканчивается неудачей — гангстеров отбрасывает доской, освободившейся от балласта. Агент Ноль-Ноль-Икс тем временем выбирается из гробницы и идёт по следу гангстеров, но те оглушают его.
Заболевший Фукс в жаркий день нагревает яйца, из которых вылупляются крокодилы. Их выбрасывают за борт. Врунгель принимает у Лома переэкзаменовку, не законченную ещё до регаты. Утром того же дня гангстеры предпринимают ещё одну попытку устранить суперагента Ноль-Ноль-Икс, но это им, как всегда, не удаётся — последнего выручает верный пёс, оживляя его. Шеф рекомендует гангстерам брать «товар» любым способом, после чего они садятся в подводную лодку и плывут вслед за «Бедой».

### Восьмая серия
По случаю пересечения «Бедой» экватора Врунгель устраивает праздник Нептуна. Лом и Фукс по незнанию решают, что у капитана солнечный удар, хватают его и окунают в бочку с водой, за что получают от Врунгеля строгий выговор: «Регата регатой, а морские традиции забывать нельзя!». У гангстеров, наблюдавших это представление из подводной лодки, возникает коварный план: Джулико Бандитто, выпущенный напарником из пушки, притворяется тонущим и команда «Беды» спасает его. Гангстер просит высадить его на уединённом острове, где Врунгель, Лом и Фукс попадают в плен к бандитам, которые запирают троицу в каменной башне без крыши, а Бандитто и Гангстеритто заполучают футляр с Венерой и приносят Шефу.

### Девятая серия
Гангстеры торжествуют: Венера у них в руках. Однако их триумф длится недолго: на остров прибывает агент Ноль-Ноль-Икс. Пробравшись в замок, он арестовывает их, однако те хитростью и находчивостью нейтрализуют агента и высвобождаются из наручников. Тем временем, пленённый экипаж «Беды» строит плот из досок, лежавших в башне. Врунгель открывает кран с водой, вода наполняет башню и поднимает плот — таким образом, команда сбегает. По дороге к яхте Лом врывается в замок и хватает футляр со статуей, не заметив, что в футляре находится вовсе не контрабас. Гангстеры на своём судне, столпившись на его носу, пускаются за яхтой в погоню. От перегруза носовой части корабля его корма поднимается из воды, в результате чего корабельный гребной винт превращается в воздушный, и гангстерское судно на нём летит вверх подобно вертолёту.
Уходя от преследователей, «Беда» попадает в район Антарктиды, и Врунгель держит курс на айсберг, чтобы там запастись водой. На радостях Фукс стреляет из ружья в воздух и попадает в летящее судно гангстеров. Гангстерский корабль летит вниз и падает на верхушку айсберга; тот переворачивается, и противоположный конец, поднявшись из воды, поднимает «Беду» вверх. Врунгель решает идти к экватору. Тем временем Бандитто и Гангстеритто, выбравшись из воды, при помощи ледорубов поднимаются вверх по айсбергу к яхте, чтобы вернуть себе футляр с Венерой.

### Десятая серия
Пройдя экватор, «Беда» срывается с айсберга. Застрявших в океане гангстеров настигает вновь спасённый псом Ноль-Ноль-Икс; те, попытавшись избавиться от него с помощью ножниц, попадают вслед за ним в воду.
Затем Врунгель, Лом и Фукс лечат больного гриппом кашалота, который во время этого лечения оглушительно чихает, отчего яхта взмывает в воздух и, в очередной раз обогнав другие яхты, падает на вулканический остров. Там Бандитто и Гангстеритто, прибывшие сюда же на подводной лодке, делают на кратере вулкана баню из старого разбитого корабля, чтобы закоптить экипаж «Беды» и наконец похитить злополучную Венеру.

### Одиннадцатая серия
Заманив капитана и его подчинённых в баню, гангстеры поддают жару в топку, но от переизбытка давления вулкан взрывается, и захваченный футляр опять ускользает из их рук. «Беда» и Лом исчезают, а Врунгель и Фукс с футляром продолжают плавание на двери бани.
В ходе плавания Фукс решает признаться капитану Врунгелю в своём невольном преступлении. Так как за работу музейным сторожем ему платили мало, лишние деньги он добывал в баре, играя в карты с посетителями. Во время одной из таких посиделок к нему подошли Бандитто и Гангстеритто и предложили хорошо заработать. Получив согласие, они отвезли картёжника к Шефу, который и поручил ему выкрасть Венеру из музея. Ночью Фукс похитил эту скульптуру и поместил её в футляр от контрабаса, а утром, как уже было описано выше, он должен был доставить её на «Чёрную каракатицу», капитан и команда которой, очевидно, сотрудничают с гангстерами либо входят в их число. Фукс уверен, что кем бы ни был этот Шеф, он явно связан с организаторами регаты, которая была лишь прикрытием для того, чтобы вывезти статую за границу. Но этому было не суждено сбыться, так как по непредвиденному стечению обстоятельств Фукс попал на «Беду». Врунгель заверяет Фукса, что на «Беде» тот оказался не напрасно и ему выпал шанс на искупление — у капитана на этот счёт рождается кое-какая идея.
Вскоре они попадают на Гавайские острова, где их принимают сперва за сёрфингистов, а потом за артистов, которые должны изображать аборигенов, и предлагают выступить на концерте в местном театре. Во время поездки Врунгель и Фукс заезжают на почту, чтобы отправить содержимое из футляра в Королевский музей. Гангстеры в поисках «Беды» также оказываются на Гавайях, где вступают в схватку с агентом Ноль-Ноль-Икс. Последний обороняется с помощью приёма каратэ. В ходе сражения агента придавливает рухнувшим зданием и он теряет сознание, а гангстеры, упаковав его в коробку, отправляют «посылку» начальнику полиции.

### Двенадцатая серия
Врунгель и Фукс приезжают в театр. Во время их выступления Джулико Бандитто и Де Ля Воро Гангстеритто проникают за кулисы, но по ошибке крадут футляр с настоящим контрабасом. Покинув сцену, капитан и матрос внезапно узнают, что «Беда» (с Ломом) обнаружена на старте заключительного этапа гонок и задержана из-за их отсутствия. На гонорар, полученный за грандиозный концерт, Фукс пытается купить два билета на самолёт для себя и Врунгеля. Тем временем на пляж приходят настоящие артисты-сёрферы (за которых приняли Врунгеля и Фукса), которые недоумевают, почему их никто не встречает.
К сожалению, Фуксу удаётся взять только один билет на последний рейс. Тогда капитан решается на хитрость — Фукс садится ему на плечи и надевает длинное пальто, чтобы замаскировать их обоих под высокого человека. Таким образом они проходят на борт, после чего самолёт взлетает. Во время полёта Фукс замечает «Беду». Врунгель, находящийся под пальто, закуривает, табачный дым включает пожарную сигнализацию, и кресло с Фуксом и Врунгелем по команде пилота катапультируется в районе яхты.
Гангстеры приходят к Шефу с, как им казалось, Венерой, но поняв, что в футляре не статуя, а контрабас, выбрасывают футляр вместе с инструментом с балкона.

### Тринадцатая серия
Как только обнаружилась ошибка, Шеф пригрозил гангстерам серьёзными неприятностями, но всё же отпустил их продолжать выполнять задание, строго порекомендовав не своевольничать.
Из 30 яхт только семь выдержали трудности гонок и вышли на последнюю финишную прямую. Врунгель, Лом и Фукс воссоединились и перешли к финальной части плавания. Чтобы догнать соперников, экипаж «Беды» использует залпы бутылок с шампанским в качестве импровизированного реактивного двигателя (первыми залпами нейтрализуя гангстеров, которые, согласно плану Шефа «Эльдорадо», собирались совершить атаку с оружием), и их яхта финиширует первой.
На церемонии награждения спикер яхт-клуба Арчибальд Денди пытается представить команду «Беды» похитителями Венеры, но капитан Врунгель был готов к такому повороту и рассказывает всем присутствующим, как всё было, тем самым разоблачая спикера как шефа гангстеров. На вопрос о том, где сейчас статуя, Врунгель отвечает, что она там, где ей и положено быть — в Королевском музее, и в подтверждение этому он предъявляет квитанцию о доставке почтовой посылки по назначению. Шеф и его сообщники открывают футляр и видят, что он уже давно пуст, а значит, все их усилия сошли на нет. Неожиданно в клуб приходит почтальон с посылкой, адресованной начальнику полиции, из которой вырывается Ноль-Ноль-Икс с двумя пистолетами и возобновляет погоню за гангстерами. Шеф, Бандитто, Гангстеритто, капитан «Чёрной Каракатицы» и члены яхт-клуба в испуге убегают, а команда «Беды» наконец-то получает главный приз регаты.

## Роли озвучивали
- Зиновий Гердт — Христофор Бонифатьевич Врунгель, капитан дальнего плавания
- Евгений Паперный — Лом, старший помощник Врунгеля / Арчибальд Денди, спикер яхт-клуба и шеф гангстеров / матрос с почтового парохода / директор зоопарка / репортёр / наградитель / член яхт-клуба / игрок на бирже / голоса на английском / смех грифов
- Георгий Кишко — Фукс, сторож-картёжник (затем — матрос) / таможенный чиновник / почтальон / репортёр / игрок на бирже / пассажир самолёта
- Григорий Шпигель — Ноль-Ноль-Икс, суперагент (вокал — Георгий Кислюк)
- Семён Фарада — Джулико Бандитто, в титрах — «Маленький гангстер» / репортёр
- Александр Бурмистров — Де Ля Воро Гангстеритто, в титрах — «Большой гангстер» / член яхт-клуба / гавайский артист / пассажир самолёта / кашалот / охранник / грабитель / директор пляжа
- Вениамин Смехов — адмирал / диктор радио / репортёр
- Эдуард Назаров — капитан «Чёрной Каракатицы» / Майк, матрос «Чёрной Каракатицы»
- Борис Вознюк — директор пляжа / член яхт-клуба / конферансье

## Съёмочная группа
- Автор сценария — Иван Воробьёв
- Режиссёр — Давид Черкасский
- Художники-постановщики — Нина Гузь, Радна Сахалтуев
- Композитор — Георгий Фиртич
- Текст песен — Ефима Чеповецкого
- Операторы — Леонид Прядкин, Владимир Белоруссов
- Звукооператор — Виктор Груздев
- Художники-мультипликаторы — Александр Татарский, Константин Чикин, Адольф Педан, Наталья Марченкова, Александр Лавров, Николай Бондарь, Наталья Зурабова, Я. Селезнёва, Игорь Ковалёв, Владимир Гончаров, Марк Драйцун
- Художники — Марк Драйцун, Эдуард Кирич, Ирина Смирнова, Наталия Чернышёва, Владимир Гончаров, Валентин Королёв, Т. Лещенко, Ольга Охримец, И. Тюрьменко, Радна Сахалтуев, Иван Будз, Валентина Серцова, Юрий Скирда, Марина Черкасская, Николай Сапожников
- Ансамбль солистов заслуженного государственного симфонического оркестра УССР. Дирижёры: Н. Басов, Евгений Дущенко

## Награды и призы
- Всесоюзный кинофестиваль телефильмов в Ереване: Приз
- Международный кинофестиваль телевизионных фильмов в Чехословакии: Приз

## Отзывы
Наверное, самая популярная работа Черкасского — сериал «Приключения капитана Врунгеля» (1976—1978), который подарил вторую жизнь основательно забытой детской книжке Андрея Некрасова. В этом 13-серийном бурлеске, клоунаде, репризном спектакле — как назвать подобный фейерверк изящных выдумок? — мастерство режиссёра и его виртуозной команды проявилось во всём совершенстве.
— Наталия Венжер

## Музыка и песни
Музыку к этому фильму написал Георгий Фиртич. В фильме звучали песни:
1. Песня Врунгеля. Зиновий Гердт.
2. Как вы яхту назовёте. Зиновий Гердт.
3. Суперагент Ноль-Ноль-Икс (00X). Георгий Кислюк.
4. Песня Фукса. Георгий Кишко.
5. Большая регата. Евгений Паперный и Александр Бурмистров.
6. Обучение Фукса. Зиновий Гердт и Георгий Кишко.
7. Мы бандито — гангстерито. Семён Фарада и Александр Бурмистров.
8. Экзамен Лома. Зиновий Гердт и Евгений Паперный.
9. Песня Нептуна. Зиновий Гердт.
10. Маны, маны, маны, маны. Семён Фарада и Александр Бурмистров.
11. Русская банька. Зиновий Гердт, Евгений Паперный и Георгий Кишко.
12. Гавайские частушки. Зиновий Гердт и Георгий Кишко. (Музыка на основе частушечных мотивах ансамбля «Ярославские ребята», а в конце использован проигрыш на мотив частушек «Семёновна».)
13. Нужен отдых парусам (Финальная песня). Зиновий Гердт, Евгений Паперный и Георгий Кишко.

Музыка и песни из фильма выпускались фирмой «Мелодия» на пластинках, бобинах и аудиокассетах «Свема».

## Музыкальная сказка
В 1986 году по мотивам повести и мультфильма фирмой «Мелодия» выпущена одноимённая музыкальная сказка на пластинках и аудиокассетах «Свема». В записи приняли участие почти все актёры, которые озвучивали мультфильм, однако все песни и музыка, звучащие в мультфильме, были перезаписаны в новом исполнении — в частности, была добавлена хоровая подпевка, у некоторых песен были изменены тексты или добавлены дополнительные куплеты, а также были добавлены новые песни, не звучащие в мультфильме, в частности, свои личные песни получили Лом (в мультфильме у него был лишь дуэт с Врунгелем) и Шеф. В отличие от повести и мультфильма, аудиосказка вышла более укороченной. В частности, полностью исключён персонаж Агент 00X, хотя на обложке он изображён (вероятно, в связи со смертью озвучивавшего его актёра Григория Шпигеля). Некоторые изменения были внесены из постановочных соображений, чтобы раскрыть слушателям ту информацию, которая в мультфильме была подана визуально (в частности, разоблачение спикера). Поскольку пластинка создавалась во время антиалкогольной кампании, бутылки с шампанским в сюжете были заменены на бутылки с лимонадом. На оборотной стороне обложки присутствует аннотация писателя Эдуарда Успенского.
Действующие лица и исполнители:
- Капитан Врунгель — Зиновий Гердт
- Лом / Спикер, «Шеф» — Евгений Паперный
- Фукс / Гангстер — Георгий Кишко
- Корреспонденты — Андрей Подубинский, Матвей Марголис
- Гангстер — Виктор Иваненко
- Лорд — президент яхт-клуба — Андрей Дмитрук
- Директор Пляжа — Михаил Драновский

Над аудиоспектаклем работали:
- Сценарий Ефима Чеповецкого и Давида Черкасского
- Музыка Георгия Фиртича
- Стихи Ефима Чеповецкого
- Постановка Матвея Марголиса (Ганапольского)
- Вокальная группа:

Джаз-ансамбль Киевского театра эстрады
Дирижёр Александр Шаповал
- Художник Радна Сахалтуев